# 星際火狐系列角色列表
星際火狐系列是任天堂公司發行的飛行射擊遊戲系列。本文列出星际火狐系列的角色。

## 星際火狐隊

目前星際火狐隊陣容，來自於《星際火狐：突襲》（2005）；從左到右登場角色，分別是史利比·陶德、火狐·麥克勞德、法爾科·蘭巴帝和克莉斯塔爾。

星際火狐隊是由派柏將軍在整個系列中所雇用的傭兵，此隊的隊長為火狐·麥克勞德，《星際火狐64》主要以這隊伍為背景，原本的創辦者是他爸爸詹姆士·麥克勞德、派比·海爾和皮格瑪·登加。派比是之後在星際火狐：突襲時結束退役飛行，這時候由克莉斯塔尔接任飛行，火狐對她很有愛意；隊伍最早的飛行機叫做艾英，它們的地上載具為陸戰之王，及隊伍最重要的主戰船－格列火狐，目前隊員為火狐·麥克勞德、法爾科·蘭巴帝、史利比·陶德和克莉斯塔尔。

### 火狐·麥克勞德
火狐·麥克勞德（神遊科技官方譯為「火狐·麦克罗德」，舊譯為福克斯·麥克勞德）是星際火狐遊戲整個系列中最不可或缺的角色，並擔任領導星際火狐隊原由是他的爸爸:「詹姆士·麥克勞德」，在他安德羅斯任務結束後，他聽到他爸不幸過世的消息從他戰友派比·海爾得知，他因此加入了柯內莉亞的空軍部隊，於是這部系列故事就開始了。
火狐年輕時，從派比·海爾私底下學習一些飛行練習，是他爸爸朋友的戰友，一只到他變成優秀的駕駛員並多次帶給了萊拉特星系的安詳，就在《星際火狐：突襲》裡，火狐有能力在兩邊空中和陸地上進行射擊。
克莉斯塔尔對火狐的很有愛意，就跟碧姬公主及瑪利歐一樣，這個關聯發生在《星際火狐大冒險》中展開，簡單的說：《星際火狐：突襲》並不穩改變在《星際火狐：命令》，即使一些結局他們再次深愛和她重新加入別的隊伍，有些包含克莉斯塔尔跳槽到星際野狼，也有一些是包含她嫁給火狐並有了小孩，甚至一些包括她完成任務後離開了萊拉特星系離開了火狐和巴薩身邊。
火狐在任天堂明星大亂鬥系列是可以玩的角色，所有大亂鬥遊戲到至今都有他的出現。
火狐由里內信夫（64版）、野島健兒（突襲）、大原崇（3DS版、星際火狐零）配音。

### 法爾科·蘭巴帝
法爾科·蘭巴帝（神遊科技官方譯為「佛克·蓝博帝」）是個優秀的駕駛員，也是火狐的同伴，法爾科是個獵鷹和分享他的首名鷹類?(and shares his first name with the genus of Falco.)法爾科是由江川央生在整個日文版本的配音員，Bill Johns為《星際火狐64》美版版本的配音，Ben Cullum則在《星際火狐：歷險》和《任天堂明星大亂鬥DX》，Mike Madeoy則是配音《星際火狐：突襲》並Dex Manley在超級大亂鬥中配音。
法爾科曾經加入和離開過星際火狐隊伍，在整個一段遊戲系列有一種程度，他們跟火狐同伴非常的難分高下。《星際火狐64》之後，法爾科離開了這隻隊伍，因為他很厭煩又厭倦（因此，因為一場事件在星際火狐上:「再見了：親愛的法爾科」（さらば愛しのファルコ、Farewell, Beloved Falco）發生）但他又在《星際火狐大冒險》結束時，回到了隊伍當中，在大冒險最後攻戰安德羅斯期間，法爾科的歸來解救了火狐，里昂·波瓦爾斯基因為考量之下而加入了星際野狼成為他的對手。
他有很長的一段時間離開了隊伍並在任天堂漫畫編年史－星際火狐：「再見了：親愛的法爾科」，那些則在日本包含《星際火狐大冒險》，在這漫畫中法爾科得知收到了Katt的求救並前往，火狐立即快速追隨，漫畫就這樣法爾科決定聽Katt的話；而火狐返回到他們的隊伍待命情況下，沒有再出現，法爾科這角色出現在《任天堂明星大亂鬥DX》以後版本是可以玩的角色。
法爾科由江川央生（64版、突襲）、高口公介（星際火狐64 3DS版、星際火狐零）配音。

### 派比·海爾
派比·海爾（神遊科技官方譯為「派比·兔」）是星際火狐最早的隊員，從隊長詹姆士·麥克勞德及隊友皮格瑪·登加就開始了。就在皮格瑪·登加背叛隊友和詹姆士被俘獲之下，派比勉強的逃離回到了柯內莉亞星球並告訴火狐·麥克勞德他的爸爸不幸往生的消息，從此之後，派比擔任火狐的顧問並經常給予火狐建議和提醒，在整個遊戲過程從星際火狐64中，派比自己本身把最無恥的一句話:『Do a barrel roll!』(滾球!)，在網頁及論壇上變得相當知名(英文版的情況)。
根據從星際火狐：命令裡，她有一個女兒Lucy和喪偶的妻子Vivian，他終於在飛行任務後而退休，並繼續在格列火狐母艦上工作，從引用在命令的劇情後，派比最終成為柯內莉亞國防部的將軍，但是卻跟派柏將軍開始變得不友善。
派比由麻生智久（64版、突襲）、Isaac Marshall（星際火狐64英文版）、Chris Seavor（星際火狐：歷險、任天堂明星大亂鬥DX英文版）、Henry Dardenne（突襲英文版）、坂本くんぺい（星際火狐64 3DS版、星際火狐零）配音。

### 史利比·陶德
史利比·陶德（神遊科技官方譯為「史利比·蛙」）從火狐還是同學的時候，算是相處之下的好友，具有年輕又有才華，他是在隊伍系列中的發明者，史利比的兒子——Beltino Toad，他是一位柯內莉亞研究防禦所的所長。從他研發並建構出許多發明在隊伍中出現，包含了星際火狐64遊戲中-藍色潛艇和陸戰之王，就在《星際火狐：突襲》中，這些載具被Aparoid所摧毀，於是他決定暫時從星際火狐隊伍中離開。
然而，當火狐需要援助在星際火狐：命令時，他再度繼續回來幫忙，當前之下就雇用了一位女青蛙－Amanda，《星際火狐：命令》劇情其中兩種結局就是他們有了小孩並在一起。
史利比創造了浮雕寶石並出現在《任天堂明星大亂鬥X》，從一位Solid Snake開始接觸在他的代碼上（經由存取傳輸裝置），每當震動時會引起法爾科注意，也會給予忠告提醒法爾科。
由頓宮恭子（64版、突襲）、Lyssa Browne（星際火狐64英文版），Chris Seavor（星際火狐：歷險、任天堂明星大亂鬥DX英文版）Mike McAuliffe（突襲、任天堂明星大亂鬥X英文版）、速見圭（星際火狐64 3DS版、星際火狐零）配音。

### 克莉斯塔爾
克莉斯塔尔是個可能唯一的生還者，在她家鄉的星球Cerinia滅絕後，她首次出現在《星際火狐大冒險》，在那裡她尋找她被破壞的星球和她已過世的雙親，她痛苦地獨自一人來到了Sauria星球的另一邊，各種不同的劇情皆可以在星際火狐：命令中可以看得到；克里斯塔尔所發生的一些事情，改變了星際火狐和火狐·麥克勞德自己本身，缺點在於星際野狼和柯內莉亞的軍隊甚至整個萊拉特星系，完全欠下大眾的嘲弄並收養了身份下新的命名：Kursed，猛烈改變了火狐忽視之下，兩年之後，才認出她當時違背的作法在星球的名字上Que。
克莉斯塔尔由Rare開始設計時，是一位已取消開發在任天堂64的遊戲《恐龍星球》（Dinosaur Planet）中擔任主要角色，後來任天堂朝向規劃成星際火狐作為標題（Rare被微軟收購前，角色著作權由任天堂買回）。她最初設計是一位僅16歲的女孤貓，並由一位男巫叫Randorn而建立，只到何時火狐變成了大冒險中的主角，克莉斯塔尔又再度重新設計成僅19歲的母孤狐，而且在角色遊戲上中間戲份明顯減少。在整個英文版系列中，克莉斯塔尔用英文的腔調是由Estelle Ellis進行於大冒險遊戲上，突襲和《任天堂明星大亂鬥X》由Alesia Glidewell配音，日文版則由一龍齋貞彌配音。

### 詹姆士·麥克勞德
詹姆士·麥克勞德（神遊科技官方譯為「詹姆斯·麦克罗德」）是星際火狐隊的創始者，也是火狐·麥克勞德的父親，同時是柯內莉亞防衛軍的元王牌駕駛員，在前往維諾行星中因為皮格瑪的背叛而被安德羅斯殺死。
由麻生智久（64版）、掛川裕彥（突襲）、坂本くんぺい（星際火狐64 3DS版、星際火狐零）配音。

### 羅伯64
羅伯64是星際火狐的母艦格列火狐的主要操控者，有時會在遊戲中會支援玩家。

### 繆
繆是星際火狐2（未發行，但於2019年NS線上商店的SFC遊戲區與迷你SFC再發行販售）登場的歐亞猞猁外表的女駕駛員。

### 菲
菲是星際火狐2登場的克倫伯獵犬外表的女駕駛員。

## 星際野狼隊

### 沃爾夫·歐唐納
沃爾夫·歐唐納是星際野狼隊的隊長，對火狐來說是勁敵關係。沃爾夫在《任天堂明星大亂鬥X》和《任天堂明星大亂鬥 特別版》是可以玩的角色。
由江川央生（64版）、大場真人（突襲）、高口公介（3DS版、星際火狐零）配音。

### 里昂·波瓦爾斯基
里昂·波瓦爾斯基是星際野狼隊的狙擊手。但身世和經驗均一切不明的人物。
由里內信夫（64版、突襲）、大原崇（3DS版、星際火狐零）配音。

### 皮格瑪·登加
皮格瑪·登加（神遊科技官方譯為「比格马·旦格」）是星際野狼隊的機械師。之後星際火狐：突襲已被沃爾夫解雇，不再是星際野狼隊的一員。
由鄉里大輔（64版、突襲）、最上嗣生（3DS版、星際火狐零）配音。

### 安德魯·奧伊柯尼
安德魯·奧伊柯尼是安德羅斯的侄兒。星際火狐：突襲已追放，不再是星際野狼隊的一員，並自行組成安德羅斯反抗軍，對柯內莉亞軍進行頑強抵抗。
由阪口大助（64版）、沼田祐介（突襲）、阿部敦（3DS版、星際火狐零）配音。

### 巴薩·卡爾羅茲
巴薩·卡爾羅茲是星際火狐：突襲中的星際野狼隊新成員，紅玫瑰是他的正字標記，對克莉絲塔爾有好感。
由稻田徹配音。

### 埃爾茲
埃爾茲是星際火狐2的新人駕駛。

## 柯內莉亞防衛軍

### 派柏將軍
派柏將軍（神遊科技官方譯為「皮伯将军」）是系列中登場的角色，柯內莉亞防衛軍最高領導人。
由鄉里大輔（64版）、池水通洋（突襲）、最上嗣生（3DS版、星際火狐零）配音。

### 比爾·克雷
比爾·克雷是柯內莉亞防衛軍的士官，和火狐是軍校時期的親友。
由阪口大助（64版）、阿部敦（3DS版、星際火狐零）配音。

## 敵人

### 安德羅斯
安德羅斯

### General Scales
（General Scales）